# Archie Gray
Archie James Francis Gray (Durham, Inglaterra, 12 de marzo de 2006) es un futbolista británico que juega de centrocampista en el Tottenham Hotspur F. C. de la Premier League.

## Trayectoria
Nacido en Durham, se unió al Leeds United F. C. en la categoría sub-9. Progresó rápidamente a través de la academia, y se tuvo que llegar a un acuerdo entre Leeds United y la escuela de Gray, la escuela secundaria católica St John Fisher en Harrogate, para que Gray faltara a clases para entrenar con el primer equipo, en el pedido del entonces entrenador Marcelo Bielsa.
El 18 de diciembre de 2021 fue nombrado en el banquillo para un partido de la Premier League contra el Arsenal F. C. Si hubiera jugado, habría batido el récord del jugador más joven del Leeds United, establecido en 1962 por Peter Lorimer. Apareció en el banquillo cinco veces más en la temporada 2021-22, pero no tuvo minutos.
Firmó un acuerdo de beca de dos años con Leeds United en septiembre de 2022. Está destinado a convertirse en un futuro jugador del primer equipo del Leeds United.
Habiéndose lesionado el tobillo en la pretemporada, fue atacado por un virus antes de un empate de la Copa de la Liga contra el Barnsley F. C., y se fracturó el dedo del pie después de golpearlo con una puerta en su casa, no ha podido debutar profesionalmente con el Leeds United.

## Selección nacional
Ha representado a Inglaterra a nivel sub-16 y sub-17. Sigue siendo elegible para representar a Escocia.
El 17 de mayo de 2023 fue incluido en el equipo de Inglaterra para el Campeonato Europeo Sub-17 de la UEFA 2023.

## Vida personal
Es hijo de Andy Gray, nieto de Frank Gray y sobrino nieto de Eddie Gray, todos los cuales jugaron para el Leeds United y representaron a Escocia a nivel internacional. Su hermano, Harry, también juega en la academia del Leeds United.

## Estadísticas

### Clubes
Actualizado al último partido disputado el 16 de agosto de 2025.
| Club                               | Div.          | Temporada     | Liga  | Liga  | Liga   | Copas nacionales | Copas nacionales | Copas nacionales | Copas internacionales | Copas internacionales | Copas internacionales | Total | Total | Total  |
| Club                               | Div.          | Temporada     | Part. | Goles | Asist. | Part.            | Goles            | Asist.           | Part.                 | Goles                 | Asist.                | Part. | Goles | Asist. |
| ---------------------------------- | ------------- | ------------- | ----- | ----- | ------ | ---------------- | ---------------- | ---------------- | --------------------- | --------------------- | --------------------- | ----- | ----- | ------ |
| Leeds United F. C. Inglaterra      | 2.ª           | 2023-24       | 47    | 0     | 2      | 5                | 0                | 0                | —                     | —                     | —                     | 52    | 0     | 2      |
| Leeds United F. C. Inglaterra      | Total club    | Total club    | 47    | 0     | 2      | 5                | 0                | 0                | 0                     | 0                     | 0                     | 52    | 0     | 2      |
| Tottenham Hotspur F. C. Inglaterra | 1.ª           | 2024-25       | 28    | 0     | 0      | 7                | 0                | 0                | 11                    | 0                     | 0                     | 46    | 0     | 0      |
| Tottenham Hotspur F. C. Inglaterra | 1.ª           | 2025-26       | 1     | 0     | 0      | -                | -                | -                | 1                     | 0                     | 0                     | 2     | 0     | 0      |
| Tottenham Hotspur F. C. Inglaterra | Total club    | Total club    | 29    | 0     | 0      | 7                | 0                | 0                | 12                    | 0                     | 0                     | 48    | 0     | 0      |
| Total carrera                      | Total carrera | Total carrera | 76    | 0     | 2      | 12               | 0                | 0                | 12                    | 0                     | 0                     | 100   | 0     | 2      |

## Palmarés

### Títulos internacionales
| Título                 | Equipo                  | Sede       | Año  |
| ---------------------- | ----------------------- | ---------- | ---- |
| Liga Europa de la UEFA | Tottenham Hotspur F. C. | Bilbao     | 2025 |
| Eurocopa Sub-21        | Inglaterra sub-21       | Eslovaquia | 2025 |